# Roman Kenk
Roman Kenk   (Ljubljana, 25 de novembre de 1898 - Washington DC, 2 d'octubre de 1988) va ser un zoòleg eslovè especialitzat en platihelmints d'aigua dolça. Kenk es va doctorar en zoologia l'any 1921 a la Universitat de Graz i va treballar a la Universitat de Ljubljana. Entre l'octubre de 1931 i l'estiu de 1933 va treballar a la Universitat de Virgínia.
L'any 1938 es va mudar amb la seva esposa a Puerto Rico. Quatre anys més tard (1942) es va convertir en ciutadà estatunidenc naturalitzat. Entre 1948 i 1965 va treballar a la Biblioteca del Congrés dels Estats Units; després va treballar a la Smithsonian Institution. Va dedicar-se a estudiar la morfologia, l'ecologia i la taxonomia dels platihelmints d'aigua dolça. Després de retirar-se l'any 1966 es va convertir en membre del Museu Nacional d'Història Natural, on va ser responsable de la creació de la base de dades de platihelmints. Va treballar-hi fins a la seva mort.
El 6 de juny de 1983 es va convertir en membre corresponent de l'Acadèmia Eslovena de Ciències i Arts.